# Forteresse Pia
La forteresse Pia, à moitié cachée par la végétation, est une ancienne structure de défense urbaine dans la zone la plus élevée de la ville d'Ascoli Piceno, province d'Ascoli Piceno dans les Marches,.

## Historique
Peut-être déjà à l'époque des Picentes, sur cette colline appelée Colle Pelasgico, se trouvait l'ancien donjon, détruit par Cnaeus Pompeius Strabo et reconstruit à l'époque romaine.
Lieu important tant d'un point de vue panoramique que stratégique, il a toujours accueilli des ouvrages fortifiés. Elle doit son nom au pape Pie IV qui, en 1560, souhaita la faire reconstruire, en ajoutant des remparts en angle sur le versant sud et en rénovant également les autres façades. Les bastions orientaux sont avancés pour permettre les tirs croisés pour défendre l'entrée.
La construction faisait partie d'un système défensif complexe et était reliée aux bastions de Porta Romana, via une passerelle créée dans la double enceinte. La citadelle fut ensuite démantelée par les Lombards et reconstruite par la commune d'Ascolano entre 1185 et 1195.
Lorsque la ville tomba aux mains de l'empereur Frédéric II, la forteresse connut le nouveau triste sort des vaincus et fut démolie pour la troisième fois. En 1349, Galeotto I Malatesta, seigneur d'Ascoli, pour se sentir en sécurité dans une ville qui ne lui montrait que de l'hostilité, la fit restaurer. Les travaux furent exécutés avec une certaine hâte en raison des besoins imposés par la guerre de Tronto et se limitèrent, dans un premier temps, à des fortifications sommaires et à des cantonnements, destinés à accueillir les soldats. Ils se poursuivirent les années suivantes avec la restauration proprement dite de l'ancienne forteresse.
Peut-être que Antonio da Sangallo le Jeune fut l'architecte qui a dirigé la reconstruction. La fortification renaissante comprenait deux bastions d'escarpement gardant l'entrée principale, de longues courtines, équipées de casemates avec des fentes pour tirer avec des armes à feu. Le coût du nouveau complexe a pesé sur les habitants d'Ascoli qui ont été contraints de contribuer trois jours de travail par an.
La forteresse fut ensuite démantelée par les Français en 1799, et fut par la suite utilisée comme carrière de pierre. Aujourd'hui, il n'en reste que les murailles du côté nord et les bastions du côté est, entre lesquels se trouve un portail caractéristique et trapu en pierre de taille avec une inscription qui rappelle l'œuvre du pape Pie IV : « Pius IV medic. Medio/Pont. Max/Moenia e fundamentis/Erexit MDLXIV ».

## Galerie

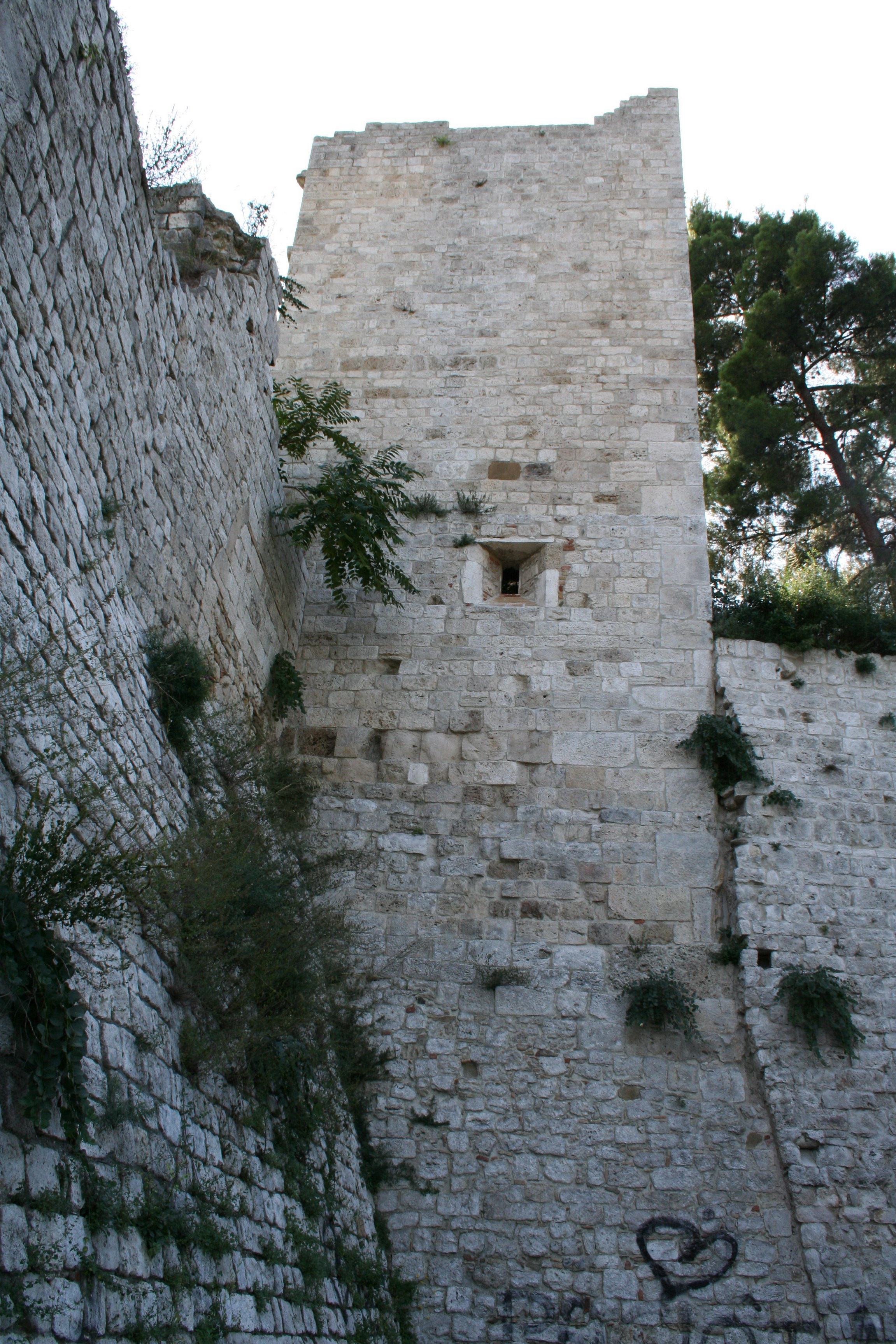
La tour
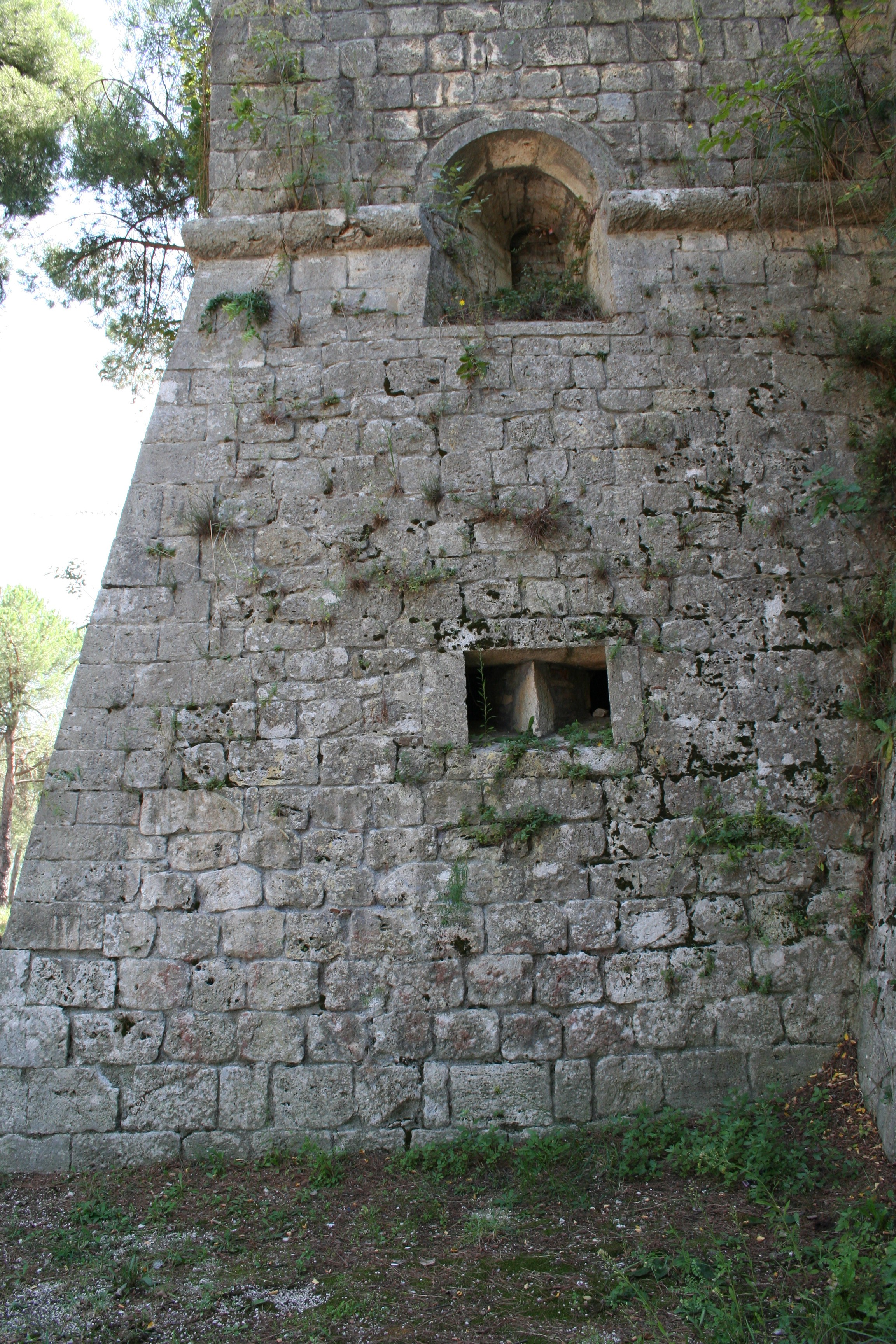
Un bastion avec embrasure
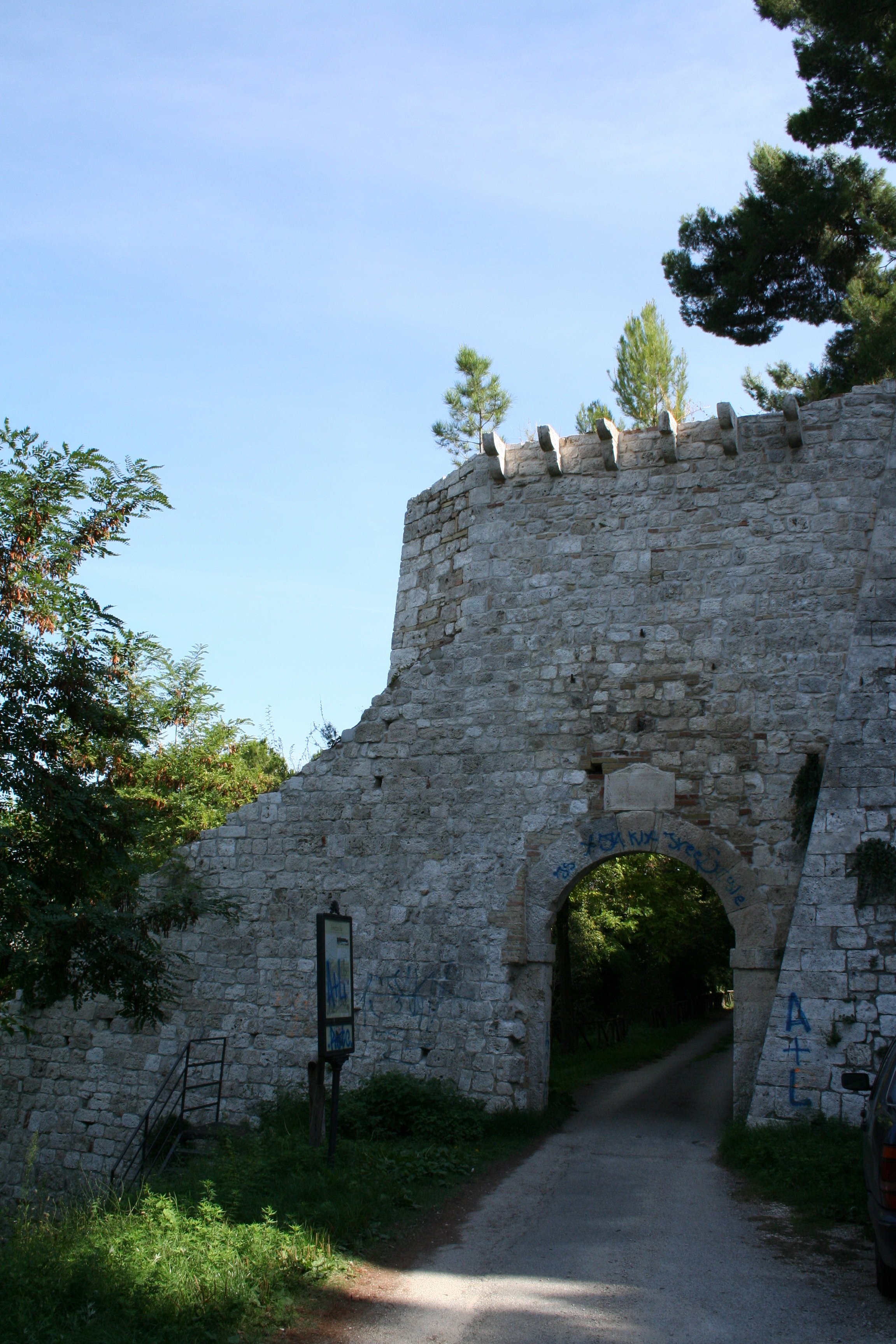
La seconde entrée